# Лесли-Мелвилл, Джон, 9-й граф Ливен
Джон Торнтон Лесли-Мелвилл, 9-й граф Ливен, 8-й граф Мелвилл (англ. John Thornton Leslie-Melville, 9th Earl of Leven, 8th Earl of Melville; 18 декабря 1786 — 16 сентября 1876) — шотландский пэр и военный.

## Происхождение
Родился 18 декабря 1786 года. Второй сын Александра Лесли-Мелвилла, 7-го графа Левена (1749—1820), и Джейн Торнтон (1757—1818).
Его дедом по отцовской линии был Дэвид Лесли, 6-й граф Левен (1722—1802), который также заседал в Палате лордов как шотландский представительный пэр), а его дедом по материнской линии был торговец и филантроп Джон Торнтон (1720—1790).

## Карьера
8 октября 1860 года после смерти своего старшего брата, Дэвида Лесли-Мелвилл, 8-го графа Ливена (1785—1860), не оставившего после себя наследником мужского пола, Джон Торнтон Лесли-Мелвилл унаследовал титулы 9-го графа Ливена (Пэрство Шотландии) и 9-го лорда Балгони (Пэрство Шотландии), 8-го графа Мелвилла (Пэрство Шотландии), 8-го виконта Кирколди (Пэрство Шотландии), 8-го лорда Рэйта, Монимейла и Балвири (Пэрство Шотландии) и 11-го лорда Мелвилла из Монимейла (Пэрство Шотландии) .
Заместитель казначея вооруженных сил на полуострове (1809), один из основателей банковского товарищества Williams, Deacon, Labouchere, Thornton & Co, а также шотландский пэр-представитель в Палате лордов от консерваторов в 1865—1876 годах.

## Личная жизнь
15 сентября 1812 года Джон Лесли-Мелвилл женился на своей кузине, Гарриет Торнтон (? — 26 июля 1832), дочери Сэмюэля Торнтона, депутата Палаты общин, и Элизабет (урожденной Милнс) Торнтон (дочери Роберта Милнса). Дети от первого брака:
- Леди Эмили Мария Лесли-Мелвилл (1815 — 10 марта 1896), вышедшая замуж за Роберта Уильямса, члена парламента от Дорчестера[1].
- Александр Лесли-Мелвилл, 10-й граф Левен (11 января 1817 — 22 октября 1889), старший сын и преемник отца.
- Достопочтенный Альфред Джон Лесли-Мелвилл (5 июня 1826 — 25 мая 1851), умерший в возрасте 24 лет в Пенанге, Малайзия.
- Леди Джулия Луиза Лесли-Мелвилл (1829 — 24 октября 1870), которая вышла замуж за генерал-лейтенанта Роберта Ричардсона-Робертсона, младшего брата сэра Джона Стюарта-Ричардсона, 13-го баронета[1].
- Леди Аделаида Гарриет Лесли-Мелвилл (1831—1898)

После смерти первой жены он женился вторым браком 23 апреля 1834 года на другой кузине, Софии Торнтон (1806 — 28 июня 1887). София, которая также была кузиной его первой жены Гарриет, была четвертой дочерью реформатора Генри Торнтона (брата Сэмюэля Торнтона) и Марианны Сайкс. Дети от второго брака:
- Рональд Лесли-Мелвилл, 11-й граф Левен (19 декабря 1835 — 21 августа 1906), который в 1885 году женился на достопочтенной Эмме Селине Портман, старшей дочери Генри Портмана, 2-го виконта Портмана[1].
- Достопочтенный Норман Лесли-Мелвилл (5 февраля 1839 — 13 ноября 1923), который в 1861 году женился на Джорджине Болл, дочери капитана Уильяма Ширли Болла из Абейлары[1]
- Леди Энн София Лесли-Мелвилл (1843—1898)[2]
- Леди Флоренс Эвелин Лесли-Мелвилл (? — 31 мая 1864)
- Леди Кэтлин Мейбл Лесли-Мелвилл (? — 8 января 1958), которая в 1894 году вышла замуж за Чарльза Генри Фаррера, внука Томаса Фримантла, 1-го барона Коттеслоу.

Лорд Левен скончался 16 сентября 1876 года, и его наследником в графствах стал его старший сын от первого брака, Александр Лесли-Мелвилл. Он похоронен со своей второй женой Софией на кладбище Бромптон в Лондоне.